# 탑머티리얼
주식회사 탑머티리얼(영어: Top Material)은 경기도 이천시에 본사를 둔 이차전지 소재와 시스템 생산공정 설계 전문 기업이다.

## 역사
2012년 ㈜탑전지로 설립되었으며 2021년에 현재의 사명으로 변경하였고 2022년 10월 18일에 상장하였다.

## 내용주
1. ↑  삼성SDI 2차전지 개발의 1세대 출신